# Stolnica v Oxfordu
Stolnica v Oxfordu ali Kristusova cerkev je stolnica Oxfordske škofije, ki jo sestavljajo županije Oxford, Buckingham in Berks. To je tudi kapela Kristusove cerkve Oxfordske univerze. Dvojna vloga stolnice in univerzitetne kapele je nekaj posebnega v anglikanski cerkvi. 

## Zgodovina
Stolnica je bila prvotno samostanska cerkev svete Frideswide. Domnevajo, da je bil tu ženski samostan, ki ga je ustanovila sveta Frideswida, zavetnica Oxforda. V Latinski kapeli so relikvije, ki so jih sem prinesli ob obnovi leta 1180, ki so bile tudi povod za romanja najmanj od 12. do začetka 16. stoletja.  Od predhodnice današnje cerkve ni ostalo nič. Zgrajena je bila v zadnji četrtini 12. stoletja kot zatočišče za relikvije svete Frideswide.
Leta 1522 je bil samostan predan kardinalu Wolseyju, ki ga je izbral za svoj kolidž. Leta 1529 je ustanoviteljstvo prevzel kralj Henrik VIII. Delo je bilo ustavljeno, toda junija 1532 ga je kralj ponovno ustanovil. Leta 1546 je Henrik VIII. sem prenesel nedavno zaprt samostan Osney. Stolnica se imenuje Ecclesia Christi Cathedralis Oxoniensis, kot jo je imenoval kralj Henrik VIII. v temeljni listini.
Kor je v stolnici od leta 1526, ko je bil organist in zborovodja John Taverner. Statuti originalnega Wolseyjevega  kolidža, ki se je  imenoval Cardinal College, omenjajo 16 zborovskih pevcev in 30 duhovnikov.
Kristusova cerkev stolnica naj bi bila nekoč najmanjša stolnica v Angliji, a so zdaj še manjše, saj je bilo več župnijskih cerkev v 20. stoletju povzdignjenih v stolnice. 
Blaženi John Henry Newman C.O., angleški anglikanski duhovnik in rimskokatoliški duhovnik, škof in kardinal je bil tukaj posvečen leta 1825.
Leta 1870 je vodil obnovitvena dela arhitekt George Gilbert Scott.

## Arhitektura in vloga
Stolnica je triladijska, glavna ladja je obokana, prav tak je kor. Med obema teče ozek transept. Nad križnim kvadratom je mogočen kvadratni osrednji stolp, katerega kleti so še vedno romanske. V stolnici je več stranskih kapel, križni hodnik in kapiteljska dvorana.
V notranjosti stolnice prevladujejo poznogotski oboki. Arhitekturne značilnosti so iz romanskega do poznogotskega sloga. Veliko okno rozeta ima deset delov.
V njej so številne, deloma velike grobnice iz različnih obdobij. Obarvana steklena okna so iz 14. stoletja. Zanimivo je okno  Thomasa Becketa.

## Orgle
Orgle imajo štiri manuale in 43 pedalov. Instrument je bil zgrajen leta 1979 in je delo avstrijske delavnice Rieger Orgelbau. Ohišje izhaja v glavnem iz leta 1680. 

## Nagrobniki
- Robert Burton, avtor dela The Anatomy of Melancholy
- George Berkeley, filozof in škof Cloyna (njegov spomenik je v ladji)
- John Fell, škof Oxforda
- Henry Gage (1593–1645), grobnica je v Lucijini kapeli v južnem transeptu
- Henry Liddell, oče Alice Liddell
- John Locke, znan filozof
- Elizabeth de Montfort, baronesa Montagu
- John de Nowers
- Edward Bouverie Pusey
- George Stewart, 9. Seigneur d'Aubigny
- Thomas Strong, škof v Oxfordu
- John Underhill
- John Urry
- Peter Wyche, ambasador v Otomanskem cesarstvu in član tajnega sveta

## Stolnični čas
Zvonjenje in cerkveni obredi zaostajajo za sosednjim stolpom, ki ima ime Tom po svojem zvonu, uradno do pet minut. Ujema se z nekdanjim uradnim lokalnim časom, saj mesto Oxford leži 1 ¼ stopinje zahodno od Greenwicha. Tak čas je veljal, ko ga je leta 1852 nadomestil greenwiški srednji čas. 

## Galerija
- Pogled na stolnico
- Oltar in obok
- Križni hodnik
- Strop
- Grobnica Johna de Nowersa
- Vitraji